# Олуја (ТВ серија из 2023)
Олуја је српска ТВ серија од 12 епизода из 2023. године снимана током 2021/22. године у режији и по сценарију Милоша Радуновића.
Премијерно је приказивао Суперстар од 30. септембра 2023. године.

## Радња
Радња серије смештена је у период од неколико дана пре операције Олуја све до завршетка операције, с епилогом који се укратко приказује и избеглички живот наших јунака и њихово сналажење изван Крајине.
Радња се догађа кроз две доминантне наративне линије.Једна прати живот Илије, Јелене и њиховог сина Петра. Илија је диверзант којег Олуја задеси док је на фронту и Илија из ратног пакла грчевито покушава да се врати породици.
Илија не зна да су му син и супруга у колони, нити претпоставља где и како ће се завршити њихов прогон. У потрази за њима, Илија губи своје пријатеље из чете и једва спашава сопствени живот.
Друга линија прати живот бившег легионара части - Данета, савршеног војника и убицу, који се враћа у родно село након што је сазнао да су усташе убиле његовог брата близанца негде на територији Хрватске.
Дане мајци даје обећање да ће донети тело свог брата и да ће бити сахрањен у породичној гробници.
Док се српске трупе повлаче и док Олуја разара Крајину кроз прогон, Дане се, насупрот томе, дубоко пробија према унутрашњости Хрватске, чисти сваког непријатеља који му се нађе на путу, не би ли дошао до братовог тела и донео га кући.
Породица представља нуклеус ове приче и кроз њихово страдање, бежање, жртвовање и борбу приказује се цео контекст и ужас кроз који су прошли становници Српске Крајине.
Ова прича обилује епизодама и сликама које се наслањају на истините приче, судбине и исповести крајишких избеглица.
Визура из које се прича посматра долази од 12-огодишњака Петра, Илијиног сина, који је, након без икаквих вести о оцу, успео на трактору да спаси своју породицу и превезе је до Београда....

## Улоге
| Глумац                | Улога                         |
| --------------------- | ----------------------------- |
| Јово Максић           | Илија Мандарић                |
| Марија Пикић          | Јела Мандарић                 |
| Иван Вујић            | Петар Мандарић                |
| Давор Јањић           | Брацо Тишма                   |
| Златан Видовић        | Дане / Бојан                  |
| Љубиша Милишић        | Стеван                        |
| Марко Баћовић         | Стипе                         |
| Новак Билбија         | Јанко Мандарић                |
| Милица Станковић      | Сања Тишма                    |
| Јелена Човић          | Стара Мајка                   |
| Јаков Јевтовић        | газда                         |
| Вахид Џанковић        | Миљан                         |
| Сенад Милановић       | Јово                          |
| Алиса Радаковић       | Марија Тишма                  |
| Небојша Шурлан        | Марин                         |
| Петар Божовић         | деда                          |
| Славко Лабовић        | Дарио                         |
| Maja Колунџија        | Миљана                        |
| Предраг Котур         | хрватски војник               |
| Горан Ивановић        | војник Јово                   |
| Љубиша Баровић        | доктор у амбуланти            |
| Душан Костић          | Ђура                          |
| Лазар Шкрбић          | Стрша                         |
| Дејан Стојаковић      | Митар                         |
| Андријана Ђорђевић    | Марица                        |
| Катица Жели           | Стеванова мајка               |
| Марко Јеремић         | командир Зељо                 |
| Филип Радовановић     | Аца                           |
| Никола Васиљевић      | Мате                          |
| Петар Миљуш           | Бранимир Крстичевић           |
| Момчило Пићурић       | старац у кући                 |
| Томислав Радосављевић | Дариов млађи брат             |
| Огњен Петковић        | Јуре                          |
| Радиша Рок            | Маре                          |
| Ђорђе Ђоковић         | Горан                         |
| Александар Лазић      | Драган                        |
| Ана Пиндовић          | Јасна                         |
| Милан Чучиловић       | Коста                         |
| Жељко Нинчић          | психијатар                    |
| Бранко Антонић        | комшија                       |
| Божидар Милић         | комшија                       |
| Никола Пенезић        | водник на скретању            |
| Борко Сарић           | командант хрватске амбуланте  |
| Владан Јаковљевић     | хрватски војник               |
| Срђан Пантелић        | хрватски војник               |
| Александар Ристановић | конобар                       |
| Владимир Јоцовић      | Војник ВРС                    |
| Ђорђе Драгићевић      | Војник ВРС                    |
| Стефан Ђоковић        | млађи војник                  |
| Ларенр Рој            | војник УНПРОФОР               |
| Гу Елмо               | војник УНПРОФОР               |
| Ангелина Лукић        | медицинска сестра у амбуланти |
| Дарко Станојевић      | доктор на одељењу             |
| Уна Костић            | главна сестра                 |
| Драган Ђорђевић       | војник на граници             |
| Ида Вељковић          | сестра на одељењу             |
| Немања Драговић       | човек у кампу                 |
| Марко Ивановић        |                               |
| Јелена Михајловић     | мајка са ножем                |

## Епизоде
| Бр. еп. (укупно) | Бр. еп. (у сезони) | Наслов | Редитељ         | Сценариста      | Премијера           |
| --- | ------------------ | ------ | --------------- | --------------- | ------------------- |
| 1 | 1                  |        | Милош Радуновић | Милош Радуновић | 30. септембар 2023. |
| Радња се дешава петнаест дана прије “Олује”. Илија и његова јединица су на фронту. Углавном збијају шале јер је све прилично мирно, нема никакве акције, рат је малтене на заласку. Илија је једини згрчен и нестрпљив. Ишчекује да види породицу. Тада се појављује војно возило из којег дозивају Илију. Илија сазнаје да је неочекиван пројектил испаљен недалеко од села и да је његов дванаестогодишњи син повријеђен. Илија потпуно попушта психички усред напада страха за своју породицу. Док га сељани и породица смирују Илија одлази у кафану гдје пије цијели дан. Илија се тог дана свађа са сваким, препире се око идеје патриотизма. Поготово је у окршају с комшијом Брацом који је нескривен ратни профитер и шверцер горива. Илија га на крају дана брутално претуче. Упоредо у село долази озлоглашени Дане, бивши легионар који доноси информацију да су му убили брата близанца. |                    |        |                 |                 |                     |
| 2 | 2                  |        | Милош Радуновић | Милош Радуновић | 1. октобар 2023.    |
| Дане испитује затвореника (усташу) ко му је убио брата. Долази до основних информација гдје се налази човјек од којег може добити информације. Дане иако је професионални војник и убица, пушта затвореника јер му је дао ријеч да ће му спасити живот ако му помогне. Илија се буди у Данетовој кући, мамуран од претходне ноћи, не зна ни како је заспао ту. Илија одлази својој кући и покушава да изглади ситуацију коју је направио јуче. Води сина на превијање и саопштава супрузи да ће да се јави као добровољац за диверзанте. Након те информације долази до породичног сукоба. Јелена жели да остане код куће јер се осјећају сигурнијима, док Илија тврди да их једино може заштити ако је на ратишту. Петар проводи вријеме са Брацовом ћерком Сањом према којој гаји симпатије. Дане долази до Илије и каже му да ће и он да иде у диверзанте да би осветио брата.                     |                    |        |                 |                 |                     |
| 3 | 3                  |        | Милош Радуновић | Милош Радуновић | 7. октобар 2023.    |
| Илија се спрема на одлазак у диверзанте. Илија проводи тај дан с породицом. Тада се и остали пријатељи Станко и Газда прикључују Илијином и Данетовом одласку у диверзанте. Брацо комшија их провоцира да су глупи јер ЈНА долази и нема потребе да ризикују животе на заласку. Илија тог дана учи сина Петра да вози аутомобил, одводи га на породично гробље гдје му прича о прецима и даје му задатак да мора да буде храбар кад Илија оде, да он мора да се брине о породици тих дана док је у одсуству. Илија и остали одлазе те вечери. Стижу у касарну. Петар бјежи из куће, краде очев аутомобил заједно са Сањом и одлазе да се возе. Брацо током ноћи сазнаје да му ћерка није у кући и прави узбуну. |                    |        |                 |                 |                     |
| 4 | 4                  |        | Милош Радуновић | Милош Радуновић | 8. октобар 2023.    |
| Сања и Петар се возе колима, ауто им се покварио. Надомак села наилази непозната групица “војника” која представља опасност за Петра и Јелену. Брацо их налази у том тренутку и спашава. У село долази бројна војска која прави вјежбе евакуације са сељанима. Никоме није јасно шта се дешава али сељани прате инструкције војске и праве импровизоване колоне с тракторима И камионима које круже по селу. Брацо тада капира да нешто није у реду и припрема се да побјегне у Војводину са Сањом исте вечери. На фронту су Илија и чета, улазе у напуштено село од неколико кућа гдје неочекивано упадају у засједу и губе неколико војника и пријатеља, сем Газде који остаје тешко рањен. |                    |        |                 |                 |                     |
| 5 | 5                  |        | Милош Радуновић | Милош Радуновић | 14. октобар 2023.   |
| Брацо је отишао са Сањом да побјегне из земље, али недалеко од села, стари аутомобил му се угасио на путу. Брацо и Сања се враћају у село из кога људи бјеже. Илија и Дане на фронту се разилазе јер Дане мора да освети брата, а израњавана чета га само успорава. Илија с остатком чете покушава да спаси рањеног Газду. Операција “Олуја” креће, и дешава се први напад. У селу је општи хаос. Стеван, Илијин пријатељ покушава да извуче породице из села. Јелена И Јанко се спремају за бијег, али тада дјед Јанко каже да он неће напустити кућу. Јелена покушава да га убиједи да не смије остати, али Јанко је чврст у својој одлуци. Док Илија и Стеван покушавају да пронађу помоћ, упадају опет у хрватску засједу. |                    |        |                 |                 |                     |
| 6 | 6                  |        | Милош Радуновић | Милош Радуновић | 15. октобар 2023.   |
| Марија је у студентском дому, слуша вијести о операцији “Олуја”. Ван себе је јер су јој у Крајини отац и сестра Сања, и не може да ступи у контакт с њима. Илија И Стеван се крију од Хрвата у шуми, носе Газду али он у једном тренутку премине. Стевана веома погоди смрт најбољег пријатеља. Илија не може да допре до њега и објасни му да морају бити рационални ако желе извући живе главе из засједе. Док Илија покушава да се повуче, Дане све дубље улази у хрватске редове. Дане убија два хрватска војника, затим се рањава и пресвучен у хрватску униформу одлази у њихову касарну и добија информације о извјесном Стипету Баљку који га може довести до убица свог брата. Дане и Стипе одлазе у кафану да прославе први успјешан дан Олује и тамо играју покер. |                    |        |                 |                 |                     |
| 7 | 7                  |        | Милош Радуновић | Милош Радуновић | 21. октобар 2023.   |
| Дане док игра покер у пуној кафани Хрвата, наиђе на Хрвата који му је био заточеник. Дане га је пустио на слободу и сада се тај Хрват одужи Данету, сакрије његов идентитет, али му каже да ће га убити ако га сретне поново на хрватској територији. Дане игра покер до јутра. Он и Стипе остају једини у кафани, Дане га пијан испитује о војницима који су убили свештеника (његовог брата). Дане добије информацију да су у питању два брата, затим убија Стипета и одлази. Брацо бјежи са Сањом својим, алтернативним путевима, супротно од колоне. Брацо је у параноји да ће га у колони неко пресрести и украсти новац који је зарадио шверцом бензина. Сања жели да буде поред Петра и она побјегне од Браце. Док Брацо трчи за њом, Сања улази у минско поље и страда. |                    |        |                 |                 |                     |
| 8 | 8                  |        | Милош Радуновић | Милош Радуновић | 22. октобар 2023.   |
| Дане спроводи браћу који су му убили брата. Они га одводе до Марјана, озлоглашеног сељанина који је убио Данетовог брата. Дане убија браћу и чека ноћ. Марија путује према српској граници с Босном. Чека избјеглице из колоне да би пронашла сестру и оца. Илија и Стеван долазе надомак села. У селу су Хрвати који чисте преостало становништво. Убијају Јанка, Илијиног оца. Илија и Стеван чекају да Хрвати напусте село. Стеван види празну кућу и оде да потражи породицу у колони. Илија наиђе на мртвог оца и сахрањује га. У истом тренутку Брацо се враћа у село, пали свој зли новац и покушава да изврши самоубиство. Илија га пресријеће и у томе спречава, затим сазнаје за Сањину смрт... |                    |        |                 |                 |                     |
| 9 | 9                  |        | Милош Радуновић | Милош Радуновић | 28. октобар 2023.   |
| Петар је на челу колоне. Јелена тражи Илију и потпуно је скрхана. Петар је једва поднио Сањин губитак али је нашао снагу у томе, да спасе породицу и нађе оца. Дане се обрачунава с Марјаном који га рањава, али ипак га Дане побјеђује. Тражи од Марјана да му покаже гдје му је закопао брата. Марјан га доводи до Бојановог леша. Дане га убија и носи Бојанов леш назад код мајке. Стеван долази до колоне и налази своју породицу, али изненада се дешава напад авиона који испали ракету равно у колону. Цијела Стеванова породица страда пред његовим очима. Илија и Брацо коначно постају пријатељи и покушавају да дођу до Илијине породице. Брацо му помаже у томе. |                    |        |                 |                 |                     |
| 10 | 10                 |        | Милош Радуновић | Милош Радуновић | 29. октобар 2023.   |
| Илија и Брацо су у напуштеној кући, покушавају да дођу до хране и том приликом убију једног хрватског војника да би дошли до хране. То је брат озлоглашеног хрватског команданта Дарија који креће у потрагу за Илијом и Брацом. Илија и Брацо бјеже цијели дан од Дариове чете. Илија касније ликвидира Дарија уз помоћ Браце. Дане враћа брата у село да би га сахранио на породичном гробљу како је обећао мајци,међутим, његова рана коју је добио од Марјана се искомпликовала и пред новим нападом хрватске војске Дане и његова мајка умиру поред управо сахрањеног брата. Јелена и Петар улазе у аутобус и прелазе границу. |                    |        |                 |                 |                     |
| 11 | 11                 |        | Милош Радуновић | Милош Радуновић | 4. новембар 2023.   |
| Босански Срби налазе Илију и Браца и спашавају их. Јелена и Петар одлазе код њене сестре у Војводину. Немају никакву информациу о Илији. Илија и Брацо су пуштени након саслушања. Стеван је у болници гдје извршава самоубиство, јер није могао да поднесе несрећу која га је задесила. Брацо долази до границе гдје среће своју ћерку Марију. Она тек тада сазнаје за Сањину трагедију. |                    |        |                 |                 |                     |
| 12 | 12                 |        | Милош Радуновић | Милош Радуновић | 5. новембар 2023.   |
| Радња се дешава неколико година касније у Аустралији. Петар је сада одрасла особа, ту су поред њега Илија и Јелена. Петар прави ретроспективу цијелог његовог пута за вријеме Олује и како је нашао оца. Илија је пар мјесеци проведеног по камповима тражио Јелену и Петра, као и они њега. Мимоилазили су се неколико пута, увек би неко закаснио, али их је ипак случајно нашао на аутобуској станици. Сада се виде њихови животи у новом простору, њихове последице протјеривања из своје земље коју никад неће заборавити... |                    |        |                 |                 |                     |